# Aeroportul Karasburg
Aeroportul Karasburg (IATA: KAS, ICAO: FYKB) este un aeroport din Karasburg, Karasburg Constituency⁠(d), Regiunea Karas, Namibia ce deservește zona Karasburg. A fost numit după zona deservită.
Situat la o altitudine de 995 m, aeroportul dispune de o singură pistă.